# Gabriel Spangenberg
Gabriel Spangenberg Torre, más conocido como Gabriel Spangenberg, (Montevideo, 4 de abril de 1986) es un jugador de balonmano uruguayo que juega de lateral izquierdo en el Colegio Alemán. Es internacional con la selección de balonmano de Uruguay.
Spangenberg formó parte de la selección uruguaya en el Campeonato Mundial de Balonmano Masculino de 2021, en el que su selección participaba por primera vez.

## Clubes
| Club           | País    | Año         |
| -------------- | ------- | ----------- |
| Colegio Alemán | Uruguay | 2005 - Act. |

## Palmarés

### Selección nacional

#### Campeonato Centro y Sudamericano
- Medalla de bronce en el Campeonato Sudamericano y Centroamericano de Balonmano Masculino de 2020[3]